# الحلال (مسلسل)
الحلال هو مسلسل مصري من تأليف الكاتبة سماح الحريري وإخراج أحمد شفيق وإنتاج صادق الصباح، وصدر في سنة 2017، المسلسل من بطولة سمية الخشاب، كما شارك في البطولة بيومي فؤاد ودينا فؤاد ويسرا اللوزي وفادية عبد الغني مع مها أحمد وحسن عيد وطارق الإبياري ومصطفى عبد السلام وحمادة بركات وكارولين عزمي وإسلام نجيب وسامح بسيوني وعبد الحميد سند ومحمود جمعة ومحمد غنيم وسمية الامام وصفوت الغندور، وضيوف الشرف: شريف خير الله ولقاء سويدان وهاجر الشرنوبي وتهاني راشد ومصطفى درويش ونيرة عارف.
وعرض المسلسل على قناة إم بي سي مصر وإم بي سي مصر 2 وقناة المستقبل وقنارة السومرية وعند عرضه حقق نسب مشاهدة مرتفعة للغاية، وقام بغناء التتر الفنان أحمد سعد.

## القصة
تدور أحداث المسلسل في إطار اجتماعي كوميدي حول دهبية (كودية الزار) التي تلعب دورها سمية الخشاب ورحلتها في الحياة وصراعها مع طليقها لاسترجاع ابنتها التي تلجأ إلى المعلم أنس (بيومى فؤاد) التي يستغل ظروفها ويتزوجها على زوجتة نرجس (فادية عبد الغني) وسلمى (دينا فؤاد) الهاربة هي وخوها بعد اتهامها بقتل زوجها الغني وتلجأ إلى دهبية للحماية بها وعند معرفتها أنها تحت المراقبة يستغلها المعلم أنس ويتزوجها على نرجس ودهبية وفاتيما (يسرا اللوزي) جارة دهبية والمعلم أنس التي تبحث عن عريس ليتزوجها وبعد فشلها في استقطاب ابن المعلم أنس وتتزوج المعلم أنس على نرجس ودهبية وسلمى وفي النهاية تقوم بطلة المسلسل دهبية بالانتقام من أنس هي وسلمى وفاتيما لكى لا يستغل بنات الناس مرة أخرى لأنه تزوجهم باستغلال نقطة ضعف لكل واحدة تحت مسمى الحلال ويناقش المسلسل عدة قضايا تخص المرأة المصرية والأسرة المصرية البسيطة وحلم كل من الشباب والفتيات والتغيرات الطارئة على المجتمع في الأونة الأخيرة.

## طاقم العمل
- سمية الخشاب
- فادية عبد الغني
- يسرا اللوزي
- بيومي فؤاد
- دينا فؤاد
- مها أحمد
- حمادة بركات
- طارق الإبياري
- حسن عيد
- مصطفى عبد السلام
- سامح بسيوني
- عبد الحميد سند
- محمود جمعة
- محمد غنيم
- سمية الإمام
- صفوت الغندور
- كارولين عزمي
- هاجر الشرنوبي
- فاتن شعبان
- تهاني راشد
- نيرة عارف
- رضوى جودة
- هبة عبد الوهاب
- زينب عبد الوهاب
- نيجار محمد